# Aeroportul Laredo
Aeroportul Laredo (IATA: LRD, ICAO: KLRD, FAA LID: LRD) este un aeroport din Texas, Statele Unite ale Americii ce deservește zona Laredo. Aeroportul a fost tranzitat în 2023 de 235.373 de pasageri. A fost numit după zona deservită.
Situat la o altitudine de 155 m, aeroportul dispune de 3 piste.

## Infrastructură

### Piste
Aeroportul dispune de 3 piste: 
- pista 14/32 din beton, cu dimensiunile 5.927 picioare × 150 picioare
- pista 17L/35R din beton, cu dimensiunile 8.236 picioare × 150 picioare
- pista 17R/35L din beton, cu dimensiunile 8.743 picioare × 150 picioare